# Costume élisabéthain
L’histoire de l’Angleterre est marquée par un règne florissant, le règne d’Élisabeth Ire. Elle instaure une politique qui assure prospérité économique et rayonnement culturel à son pays. Son gouvernement singulier est marqué par une nouveauté : la construction et la diffusion des images royales. Cette nouvelle réflexion quant au pouvoir de la diffusion des portraits royaux va de pair avec une affirmation des particularismes du costume élisabéthain.

## Le règne d’Élisabeth Ire(1558-1603)

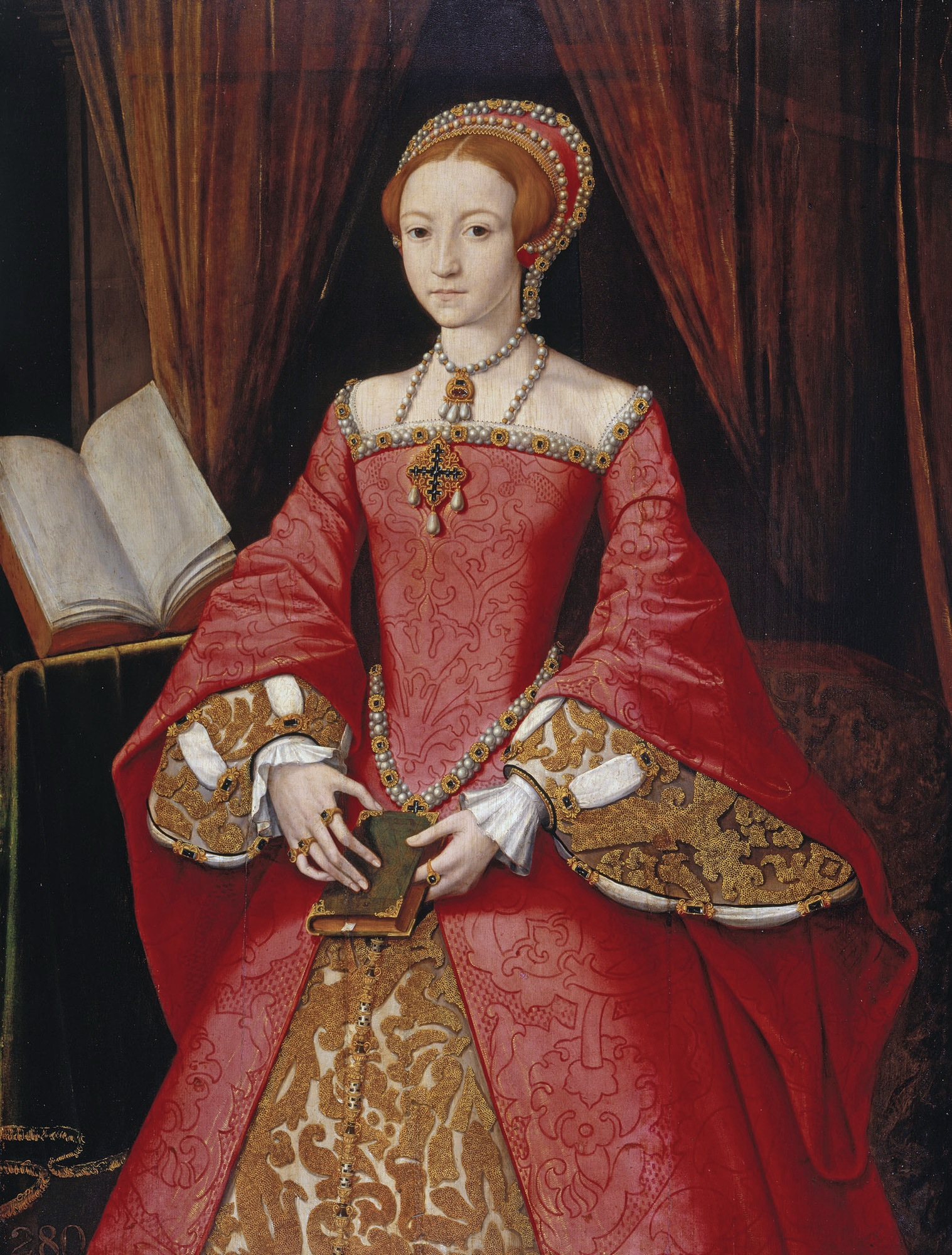
Elizabeth I as a Princess, huile sur toile, vers 1546, attribué à William Scrots, Royal collection, château de Windsor

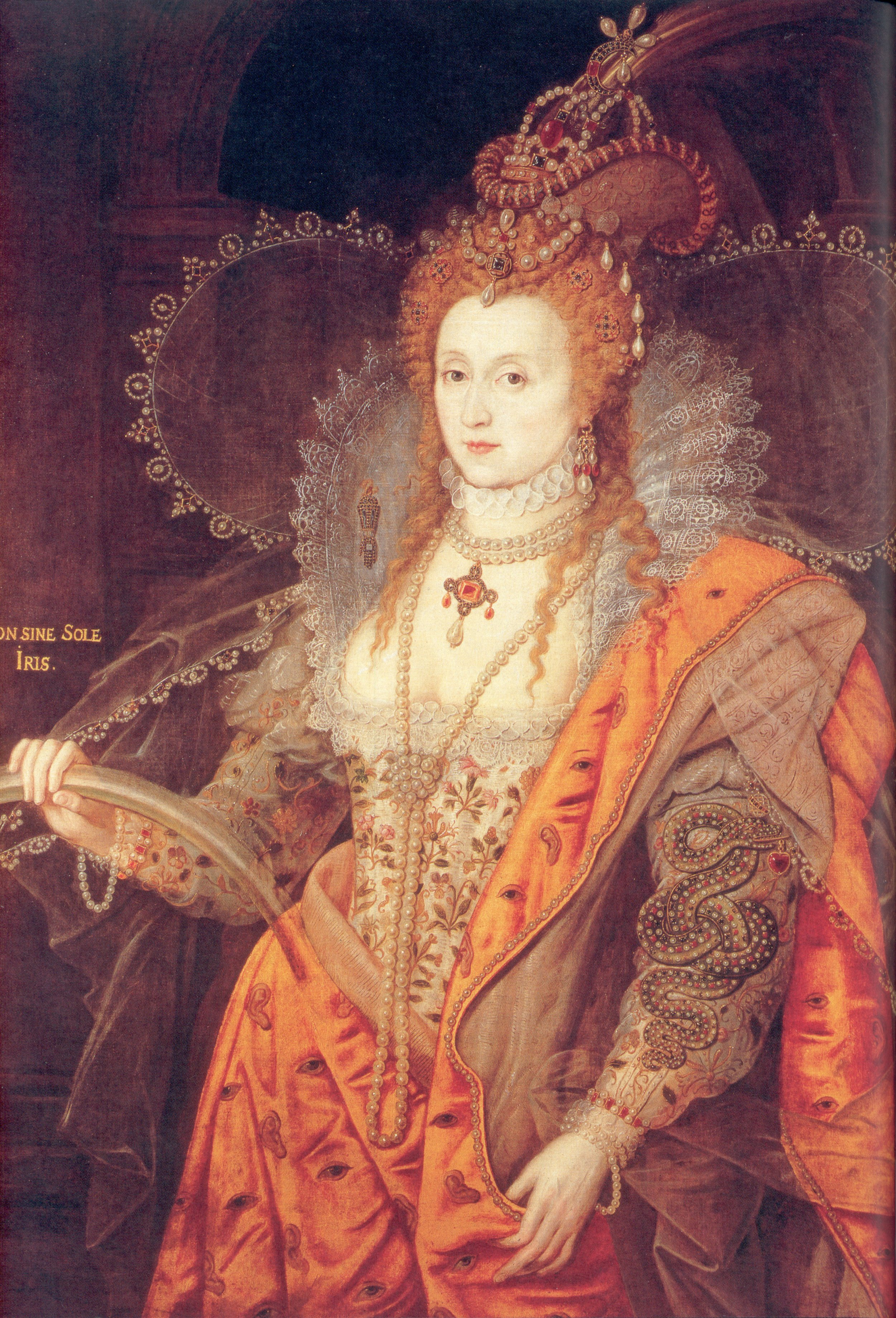
Attribué à Marcus Gheeraerts le jeune, The Rainbow Portrait of Queen Elizabeth I, vers 1600-1602, huile sur toile, dans la collection de la marquise de Salisbury

Élisabeth, née en 1533 est la dernière reine de la dynastie des Tudor. Elle est la fille d’Henry VIII et de sa seconde épouse Anne Boleyn qui fut accusée d’adultère et exécutée. 
En 1553 la demi-sœur d’Élisabeth, Mary monte sur le trône et veut rétablir le catholicisme en Angleterre. Élisabeth, protestante est ainsi perçue comme une menace, elle sera emprisonnée dans la Tour de Londres en 1554. 

### L’Âge d’or de l’Angleterre

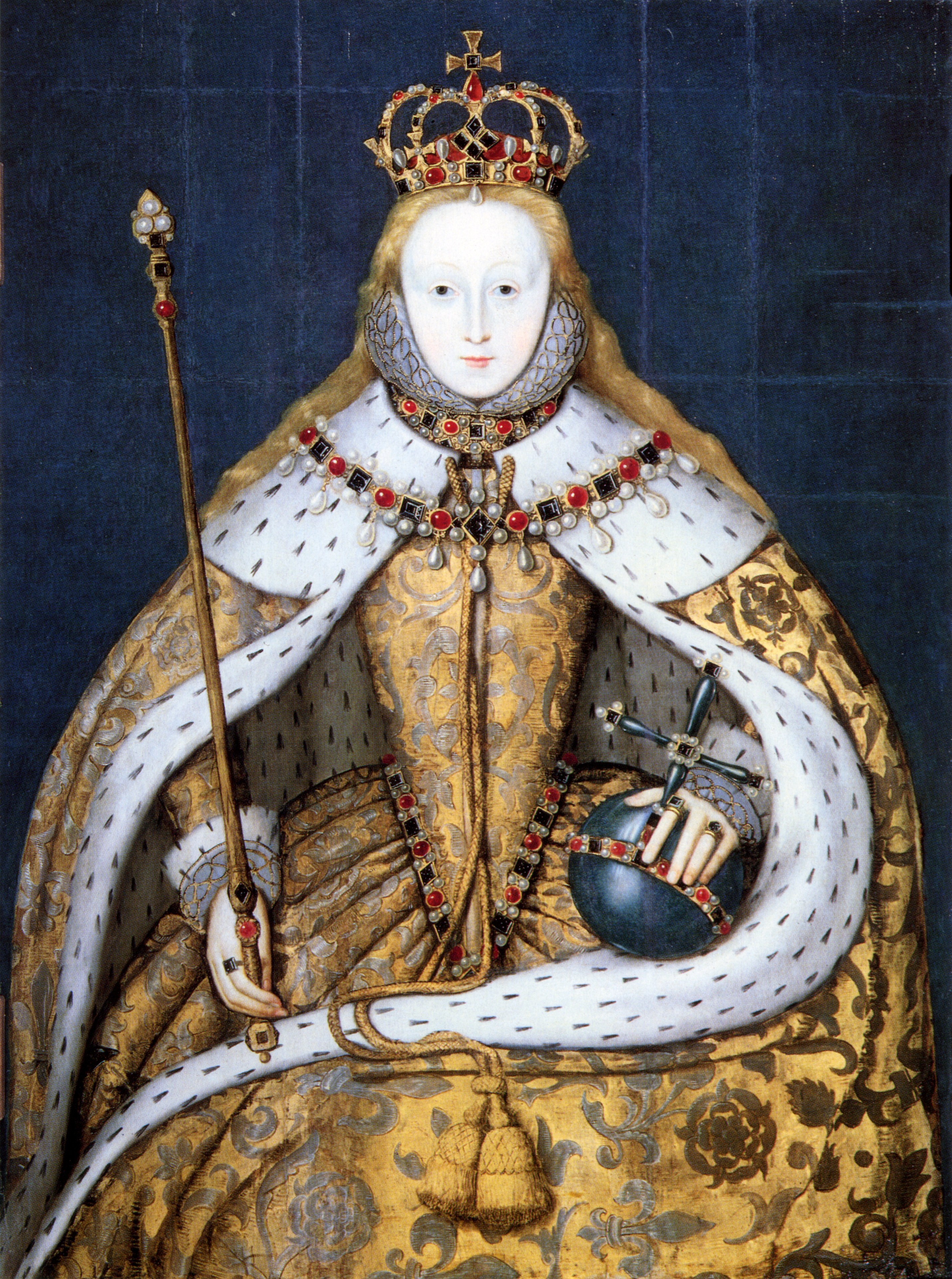
Queen Elizabeth I, artiste inconnu, huile sur toile, vers 1600, National Portrait Gallery, Londres

En novembre 1558, Mary I meurt. Élisabeth lui succède et entame alors un règne de quarante cinq ans qui marqua un âge d’or de l’histoire d’Angleterre. Elle est considérée comme une reine brillante, elle parle six langues, elle a su s’entourer de conseillers érudits. Sa priorité est de remettre l’Angleterre sur les chemins de la foi protestante. Pour cela elle crée une Église d’Angleterre mais les traditions anciennes catholiques sont tolérées. 
Son règne marque une expansion du commerce maritime anglais sans précédent. De plus, Élisabeth développe une culture de cour rayonnante, ces arts florissants font la part belle aux dramaturges et poètes, William Shakespeare, Edmund Spenser, Christopher Marlowe. 
Une des grandes caractéristiques du gouvernement si singulier d’Élisabeth réside dans sa visibilité par ses sujets. En effet, elle effectua plus de vingt cinq visites régionales souvent à cheval plutôt qu’en calèche.

### Des difficultés surmontées
Malgré cette situation économique et culturelle idéale, les tourments persistent. En 1568, Mary, la cousine d’Élisabeth, reine catholique d’Écosse s’exile en Angleterre et a des vues sur le trône. Elle est alors emprisonnée et surveillée pendant dix-neuf ans. En 1586, le conseiller de la reine Walsingham découvre le complot de Babington qui impliquait directement Mary dans le but de détrôner Élisabeth. Un an plus tard, elle est jugée pour trahison et exécutée. 
En 1588, c’est le roi Philippe II d’Espagne, fils de Charles Quint qui menace l’Angleterre. Il lance l’Armada espagnole à l’assaut du pays pour détrôner Élisabeth et restaurer le catholicisme. La reine, qui jouit d’une grande popularité auprès de ses sujets et qui se distingue par un talent oratoire certain, unit le pays contre cet ennemi commun. Voici un extrait de son discours célèbre de Tilbury : «  I know I have the body of a weak, feeble woman, but I have the heart and stomach of a king, and a king of England too ». La marine anglaise sort victorieuse de la bataille contre l’armada espagnole.

### Une reine autonome
Malgré la pression de ses conseillers, elle refusa toujours de se marier et de donner un héritier à son trône. Elle dit être « mariée à mon pays ». 
Le 23 mars 1603, Élisabeth meurt, James VI d’Écosse, le fils de sa cousine Mary, lui succède. 
En près de quarante cinq ans de règne, Élisabeth n’a de cesse de construire sa propre image pour asseoir son pouvoir dans son pays et au-delà. Cette iconographie royale repose sur des modèles et des emblèmes choisis sciemment pour servir l’image de la reine.

## L’image de la reine: entre construction et diffusion

### Une iconographie particulière construite et contrôlée
Élisabeth contrôle elle-même la production de ses portraits. Ce contrôle de la mise en scène de l’image royale est une particularité du règne d’Élisabeth Ire. Des modèles sont créés et des peintres choisis sont autorisés à les recopier et à les diffuser. Il y a un nombre restreint de modèle et l’on remarque que la reine est très peu souvent assise.

### Le choix d’emblèmes personnels
Élisabeth représente le cœur du gouvernement et concentre le pouvoir en Angleterre. 
Elle développe une culture de cour unique et une mise en scène d’hommages rendus par ses courtisans. Elle exacerbe l’idée de vertu et encourage l’image de la « Reine Vierge ». Sa virginité proclamée est la clé de son bon gouvernement. Elle reste célibataire pour consacrer sa fidélité à son pays. 
Le corps de la reine est indissociable du corps gouvernemental du pays. Son portrait est donc la représentation d’un corps politique idéal qui exalte des idéaux de jeunesse, de pouvoir et de force.
Ses principaux symboles véhiculent l’idée de virginité : la rose blanche de la pureté, la Vierge Marie, le phoenix qui représente la chasteté car il se perpétue lui-même, le pélican qui nourrit ses petites de son propre sang pour évoquer le soin de la reine auprès de ses sujets. Cette attention est réciproque et la popularité de la reine est visible par la prolifération de ses images en temps de crise, d’insécurité et de complots. 

### Des images royales portatives

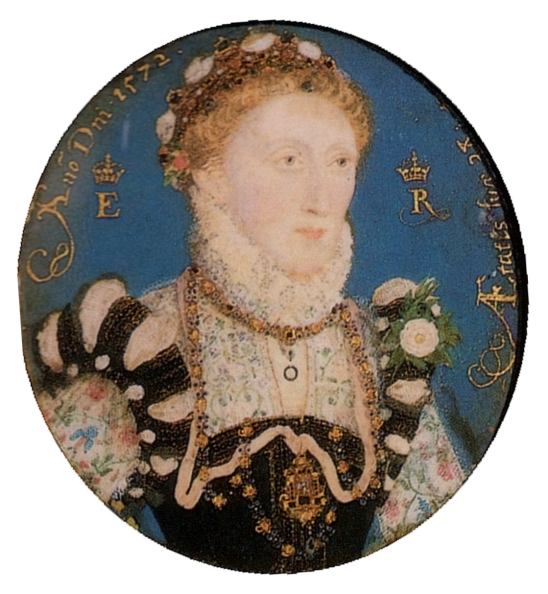
Queen Elizabeth I, Nicholas Hilliard, miniature, 1572, National Portrait Gallery, Londres

La mode de porter des images de la reine sur soi se développe au cours de son règne. Ses images sont principalement représentées sur des objets en métal précieux, des camées et des portraits miniatures. La National Gallery en conserve des exemples nombreux. La diffusion des portraits, en plus de traduire la ferveur populaire qui accompagne la reine, permet d’accroitre le pouvoir commercial de la nation. 

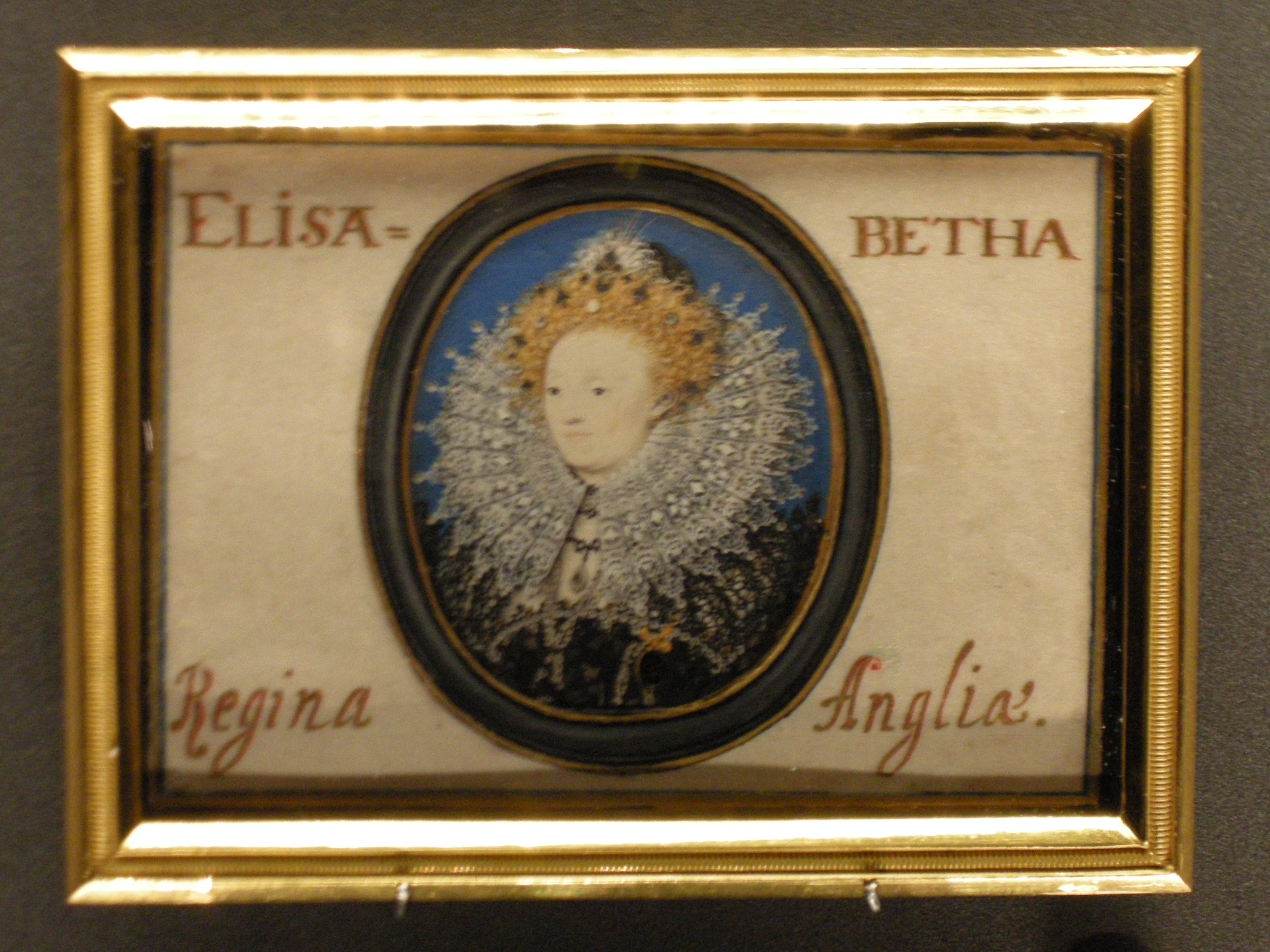
Portrait miniature d'Elizabeth I, Nicholas Hilliard, 1586-1587, Victoria and Albert Museum, Londres

Cette iconographie, qui n’a de cesse d’exalter la personne royale, présente un costume spécifique dont les particularismes exprime l’appartenance à la société élisabéthaine.

## Le costume élisabéthain
Le costume à la période élisabéthaine se caractérise par un décor brillant et des matériaux somptueux. Cette mode traduit l’optimisme, le pouvoir et la prospérité du pays sous le règne d’Élisabeth Ire. 
Malgré les attaques de Philippe II d’Espagne, les modes espagnoles vestimentaires qui influencent toute la mode européenne au XVIe n’épargnent pas l’Angleterre. Cela se traduit par une raideur et un solennité notables dans le costume par le port des fraises et des vertugadins. 

### Le costume masculin au temps d’Élisabeth Ière

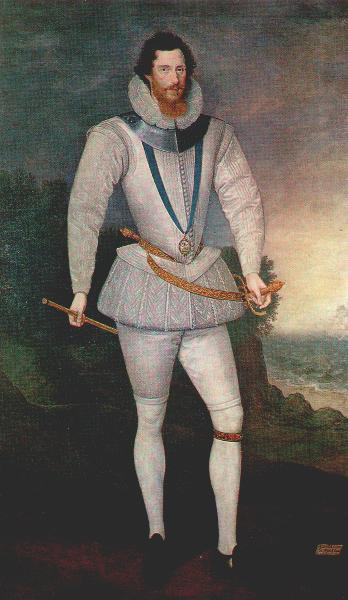
Robert Deveraux, Marcus Gheeraertz, huile sur toile, 1596

### Le costume masculin au temps d’Élisabeth Ire

#### La silhouette masculine

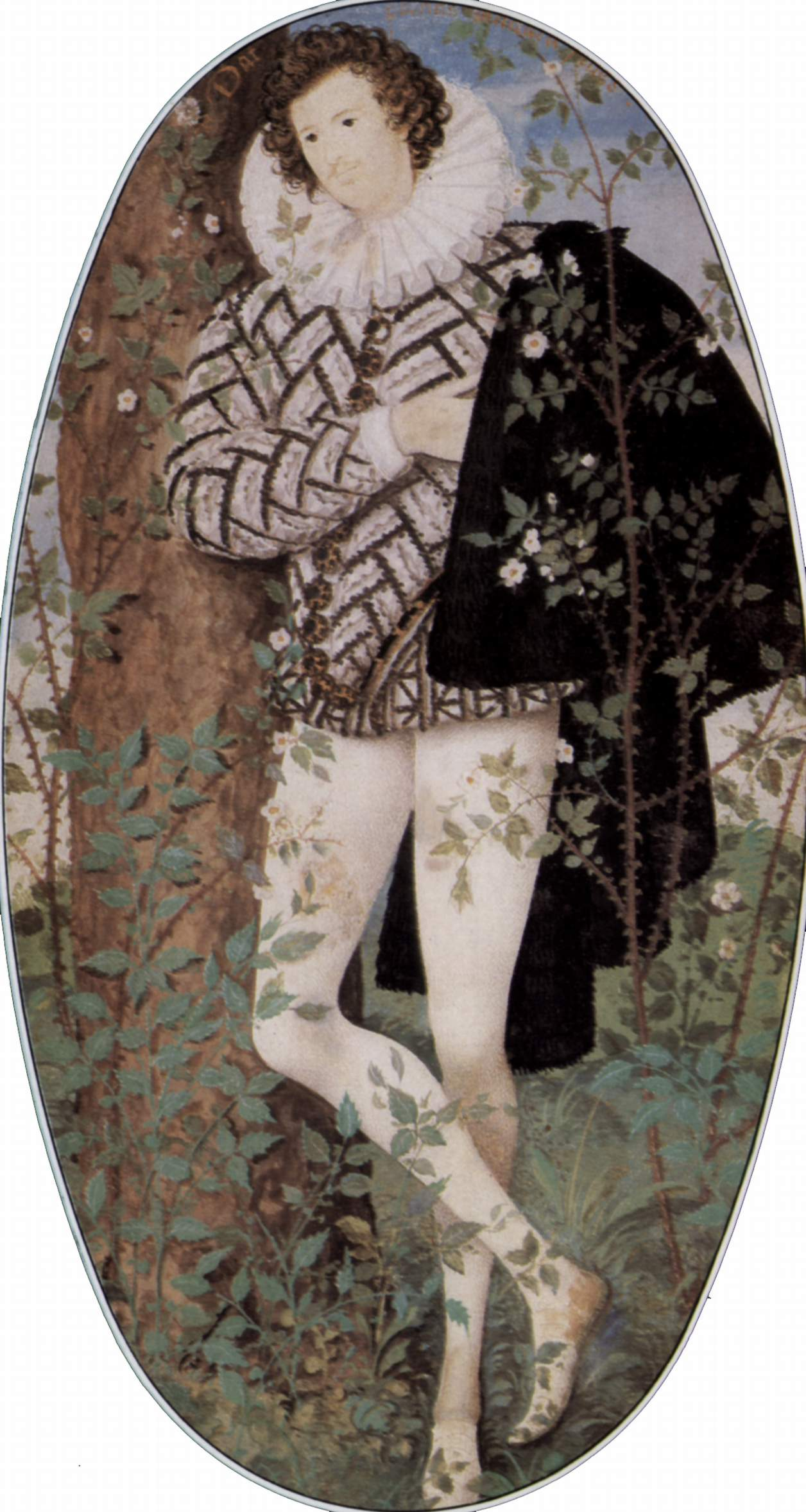
Portrait miniature d'un jeune homme, peut-être Robert Deveraux, Nicholas Hilliard, 1590, Victoria and Albert museum, Londres

Les hommes portent des costumes de couleurs dans des matières riches. Le pourpoint rembourré est pourvu d’un col montant et d’une petite fraise. Le haut de chausse est court, bouffant, appelé « galligaskins » et orné d’un braguette ostentatoire. Le bas de chausse est collant. Une progressive augmentation de la taille de la fraise, unie ou brodée de couleur est sensible au fil du règne. Les hauts de chausse se rallongent et deviennent des canons qui enserrent les jambes des cuisses aux genoux, comme on peut le voir sur le portrait d’un jeune élégant par Nicolas Hilliard vers 1590, conservé au Victoria and Albert Museum.

#### Les influences étrangères
L’influence espagnole est sensible dans le pourpoint rigide et collant au début du règne, puis il devient rembourré.

#### Les particularismes anglais
Vers 1570, l’extravagance masculine s’exprime dans des toques ornées de plumes, des cols très hauts et des manches amples. 
À la fin du règne, les souliers sont ouverts, le collet remplace la fraise, et le pourpoint se simplifie. 
Des techniques de décor comme la broderie en punte in aria et les passementeries constituent des ornementations luxueuses.

### Le costume féminin au temps d’Élisabeth Ire

#### La silhouette féminine
Le corsage est serré en pointe, la taille très ajustée. Le décolleté est carré. Des maheutres amplifient les épaules. Les manches à crevés laissent bouffer le tissu de dessous. La jupe est maintenue dans une forme conique rigidifiée par le port du vertugadin. La fraise se porte sur un col montant. L’ensemble de la tenue est orné de broderies et de bijoux. Les manches sont terminées par des volants de dentelle. Des voile de gaze peuvent parfois recouvrir le haut du corps et donner une dimension aérienne à la tenue. Cette silhouette est architecturée, le haut du corps élargi, la taille enserrée et le bas du corps conique.
Les vêtements sont très luxueux, très ornés et chargés de bijoux. De nombreux portraits de la reine par Nicolas Hilliard en témoignent.

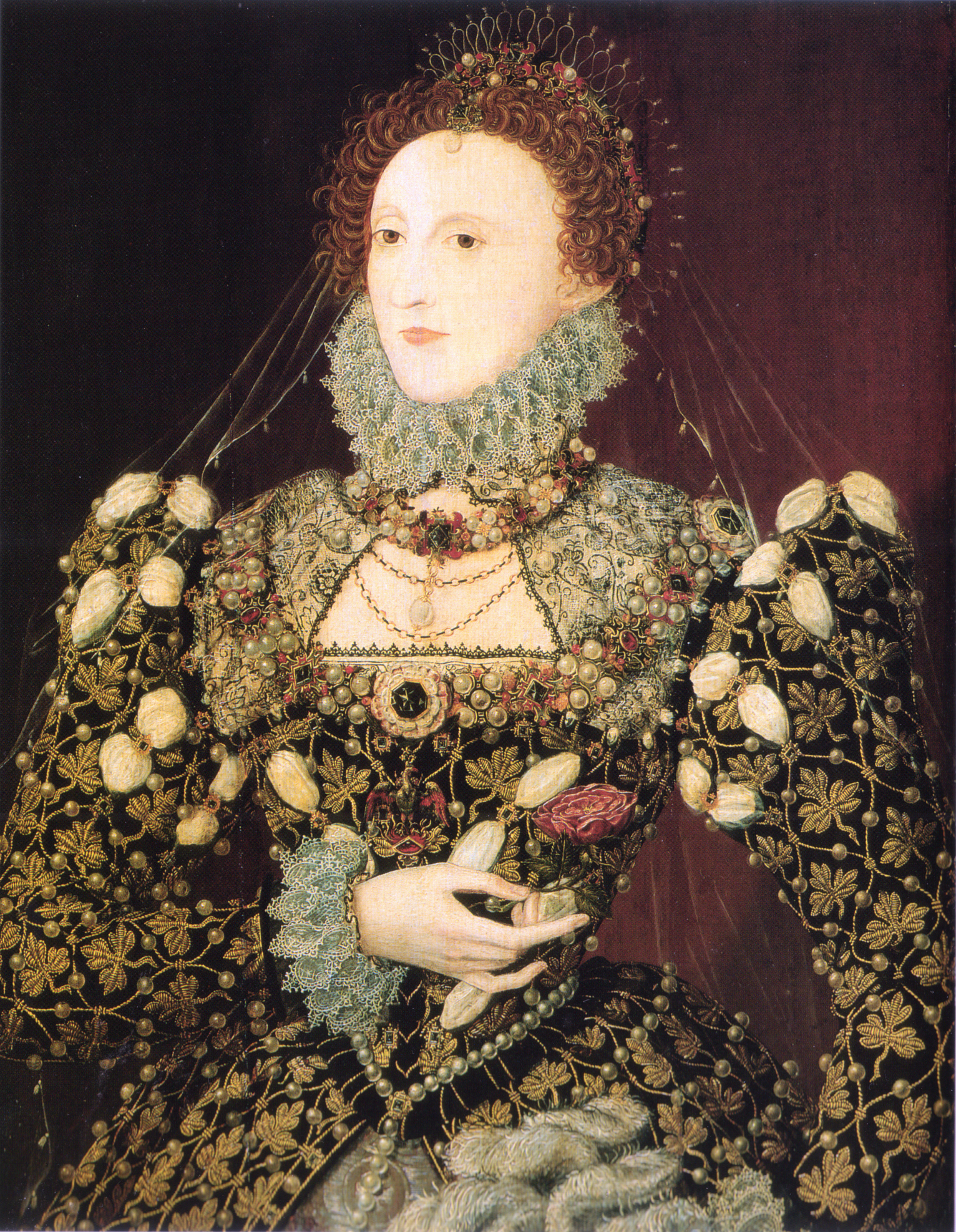
Queen Elizabeth I, Nicolas Hilliard, huile sur toile, vers 1575, National Portrait Gallery, Londres

#### Les influences étrangères
L’influence espagnole est présente à travers le port du vertugadin, du corps baleiné, de la fraise, de l’éventail et du plumail. L’influence française est sensible dans les coiffures dites en arcelet, et la coiffure de l’attifet. 

#### Les particularismes anglais
La mode anglaise se caractérise par la vogue des bourrelets et des plateaux. Les grands voiles de gaze transparente et les garnitures légères sont typiques du gout anglais.
Vers 1570-1580, le costume féminin devient plus travaillé. Des coloris « printaniers » sont utilisés pour rehausser les charmes de la reine selon les érudits de l’époque. 
La fin du règne d’Élisabeth Ire diffuse un refus des complications excessives. La fraise est remplacée par le col rabattu, et la robe conique devient cylindrique.

### La broderie élisabethaine
Le règne d’Élisabeth Ire marque l’essor des broderies anglaises renommées dès le Moyen Âge. L’invention des aiguilles d’acier et l’importation accrue de soies de couleur participent à cet essor. 
Les techniques sont variées, des associations mêlent soie et fils de métal. Les brodeurs réalisent des décors de fleurs stylisées, de petits animaux et des enroulements de rinceaux, ornant aussi bien les costumes féminins que masculins. 
Londres est une place forte du commerce international pour les textiles de luxe. Sa renommée se justifie par la qualité de ses soies, de ses brocards, de ses velours et par la préciosité de ses bijoux. 

## La postérité du costume élisabéthain

### AuXVIIe
La mode élisabethaine se retrouve dans la première moitié du XVIIe siècle à travers des détails du costume féminin essentiellement. Dans les coiffures, les attaches perlées qui retiennent les cheveux continuent d’orner les têtes princières et aristocratiques, comme sur le portrait de fiançailles d’Henriette Stuart et Guillaume II d’Orange par Van Dyck.

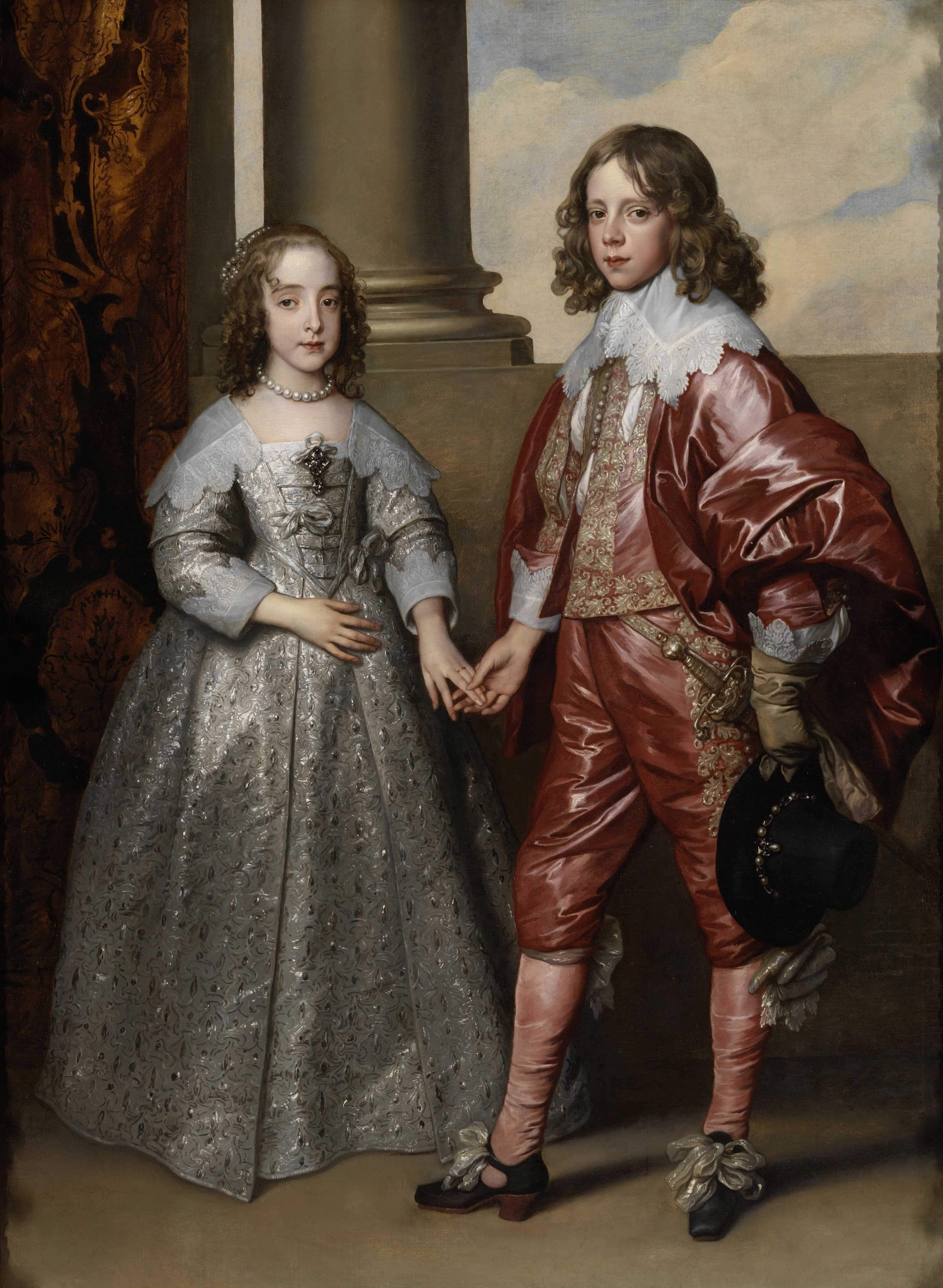
Portrait de fiançailles entre Guillaume II d'Orange Nassau et Marie Henriette Stuart, Van Dyck, 1641, Amsterdam

### Les costumes de scènes historicistes
Le règne d’Élisabeth incarne l’Âge d’or de l’Angleterre. Il en est la référence absolue, son souvenir est donc d’autant plus convoqué. C’est ce que l’on peut observer à travers les costumes de scène des ballets et des opéras dans les compagnies anglaises, la plus célèbre étant celle du Royal Ballet de Londres. Les costumes historicistes reprennent le modèle élisabéthain avec le corsage très ajusté et long sur une jupe conique, une carrure élargie par les maheutres et un ensemble richement paré de broderies et de bijoux. Pour le costume masculin on retrouve les grandes fraises, le pourpoint rembourré et les canons. 
Il est intéressant de noter que pour la France, la période de référence demeure le règne de Louis XIV. Il n’est donc pas étonnant de voir que les costumes de ballets français, de l'Opéra de Paris par exemple, s’inspirent de la mode sous le règne du roi Soleil.

### La mode contemporaine
De nombreux créateurs de mode s’inspirent de ce passé prestigieux et de cet héritage du costume élisabéthain. C’est le cas de Vivienne Westwood ou encore d’Alexander McQueen. Tous deux ont convoqué l’histoire du costume sous le règne de la Reine Vierge.